# 大温哥华地区的华裔加拿大人
华裔加拿大人在大温哥华人口中占有相当的比例，特别是温哥华市、列治文市和本拿比市，华裔的影响无处不在。當中絕大部份是來自香港的移民，佔约50%，其次是來自中國大陸以及台灣。
华人在大温地区的历史可以追溯到温哥华建市的1886年。与北美其他地区一样，温哥华最初的华人主要来自广东省。从20世纪中期起，新一轮移民潮一直延续到现在。這次移民潮中第一波移民主要来自香港，随后是臺灣和中国大陆的移民潮。這波移民中因為是在東亞出生居多，語言與飲食較為道地。溫哥華雖然不是華裔人口最多的城市，卻是占比最高的城市。
大溫華裔社區持續增長，2021年加拿大人口普查顯示當地華裔人口達51萬2260人，佔大温地区总人口19.38%。根据加拿大统计局预测，2031年當地华裔人口将增长到高達80万人左右，佔大温地区总人口的23%之多。届时白人的比例将低于50%，成为少数民族。

## 历史

### 19世紀
在温哥华建市前2年的1884年，布勒內灣地区就生活着114名華人，其中包括60名锯木工、30名厨师和洗衣工、10名店员、5名商人、3名已婚妇女和1名妓女。锯木工主要於喜士定锯木場工作，而隨着加拿大太平洋鐵路於1885年宣布西岸總站將設於福溪以北，更多華人亦遷至當地。與此同時，新西敏亦發展出一個華人社區，1881年有485名華人居於當地，三年後該數目已增長三倍。新西敏華埠成為卑詩省繼維多利亞後的第二大華埠，華人亦因此稱新西敏為「二埠」。
隨着鐵路開通，坐落其總站附近的溫哥華華埠亦急速發展，到1889年溫市已有29家華人商戶。到1890年代，溫哥華華埠的華裔居民數目已超越一千人，並取代新西敏成為省內第二大華埠，部分華人因此開始稱溫哥華為「二埠」。為了區別兩個二埠，坐落菲沙河匯入喬治亞海峽所在的溫哥華稱為「鹹水二埠」，而坐落菲沙河較上游處的新西敏則稱為「淡水二埠」。「鹹水二埠」逐漸縮短成「鹹水埠」，並成為溫哥華的中文別稱；「二埠」則改回專指新西敏並沿用至今。
歧視華人的行為在溫市早期歷史中屢見不鮮，包括街頭暴力、以及報章撰文要求禁止華人在市內居住。據《荒山海中》筆者摩頓（James Morton），排華情緒幾乎一致顯現於當時的主流報章。當時承判商近乎清一色聘請單一族裔勞工，引致白人和華人間之薪金差距。據《鹹水埠：溫哥華華人歷史圖解》筆者余兆昌，華人獲取之較低薪酬為白人排華情緒的「經典解釋」。

### 20和21世紀

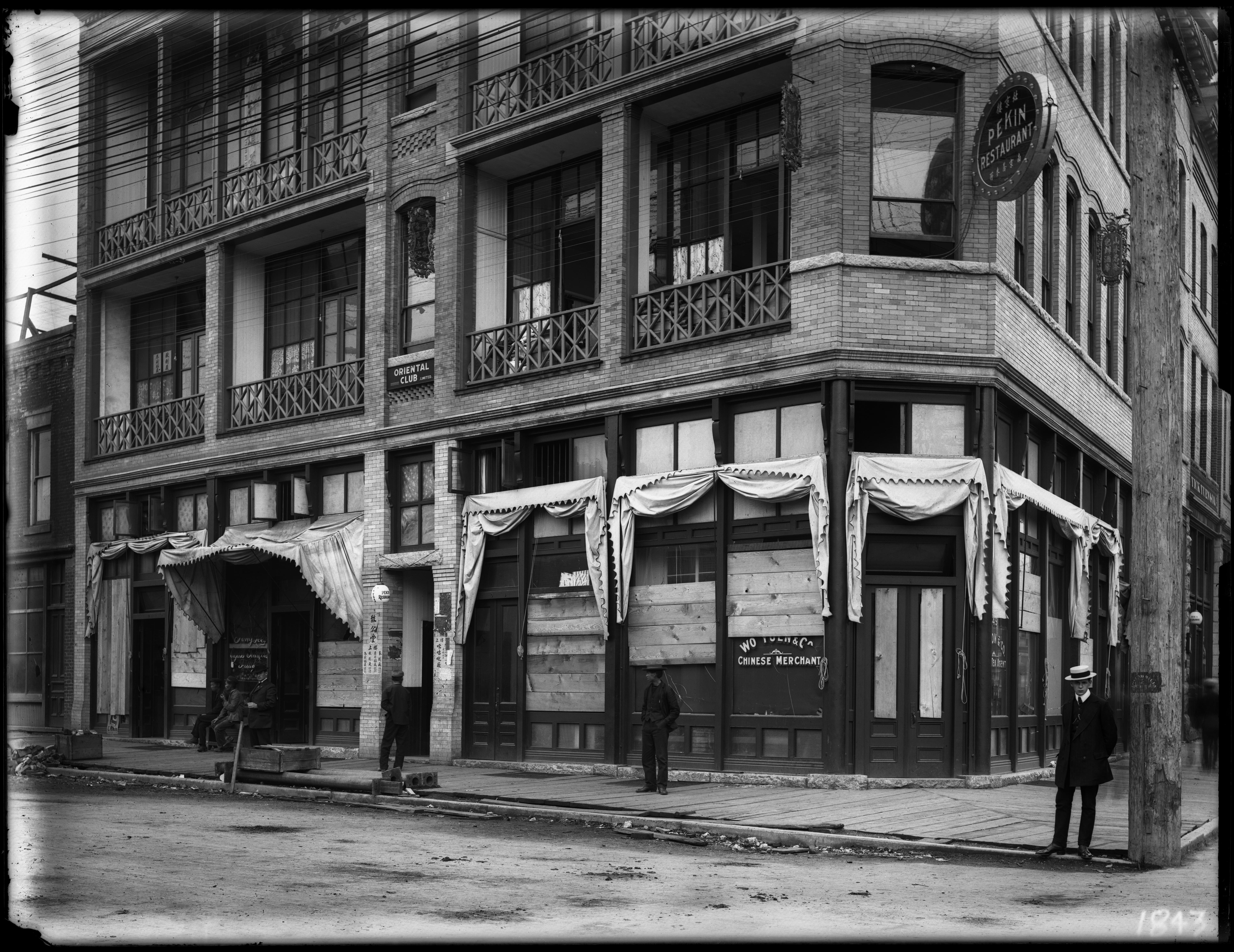
溫哥華華埠商店在排亞騷亂期間遭受破壞，商戶以木板封蓋受毀的窗戶。圖為片打街夾卡路街一景。

排亞聯盟於1907年在溫哥華發起反對亞裔人種大巡遊，其後演變成騷亂，華埠和鄰近的日本城皆遭受破壞。
1911年人口普查顯示溫哥華有3559名華人居民，令該市成為加拿大全國華人人口最多的城市，當中約3500人居於華埠 ，令其成為全國最大華埠。1919年一傳道會報告顯示7%溫市華人在加拿大出生，而市內則有210個華人家庭。到了1921年，市內華人人口增至6500人，當中包括約600名婦女，並有超過500名兒童就讀公校。1920年代，共有六間學校、一間醫院和兩間中式劇院為溫市華人社區服務。
《1923年華人入境法令》（華人稱之為「排華法」）通過後，除個別情況外完全阻止華人移民到加拿大，為溫市華人社區發展帶來窒礙。然而隨着經濟大蕭條展開，不少居於卑詩內陸小鎮的華人遷居溫哥華和維多利亞以尋找機遇；1931年溫哥華和維多利亞兩市的華人居民數目合計較全省其他地區為多。「排華法」於1947年廢除，而大溫地區到了1961年-62年則約有18000名華人。
聯邦政府於1967年開放入境政策，為大溫帶來更多華人居民。1980和90年代香港移民潮期間大批港人遷居大溫地區，除溫市外亦有不少人落戶列治文和本拿比等周邊城市。當中位於溫市以南的列治文迅速成為華人熱門聚居點，更獲「小香港」之稱。1997年香港政權交接後港人移民潮有所減退，取而代之為來自中國大陸和台灣的移民。

## 聚居

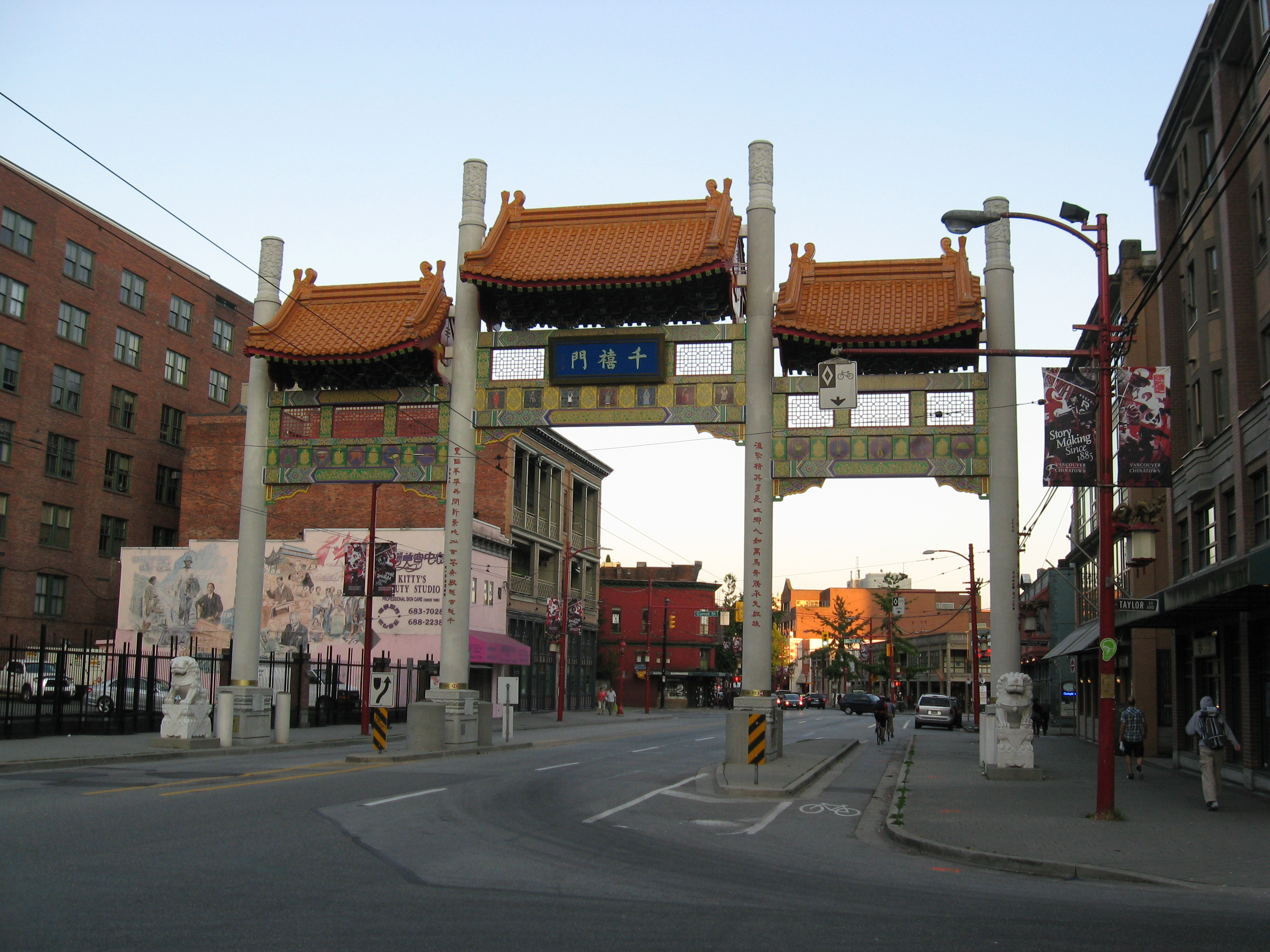
溫哥華華埠千禧門

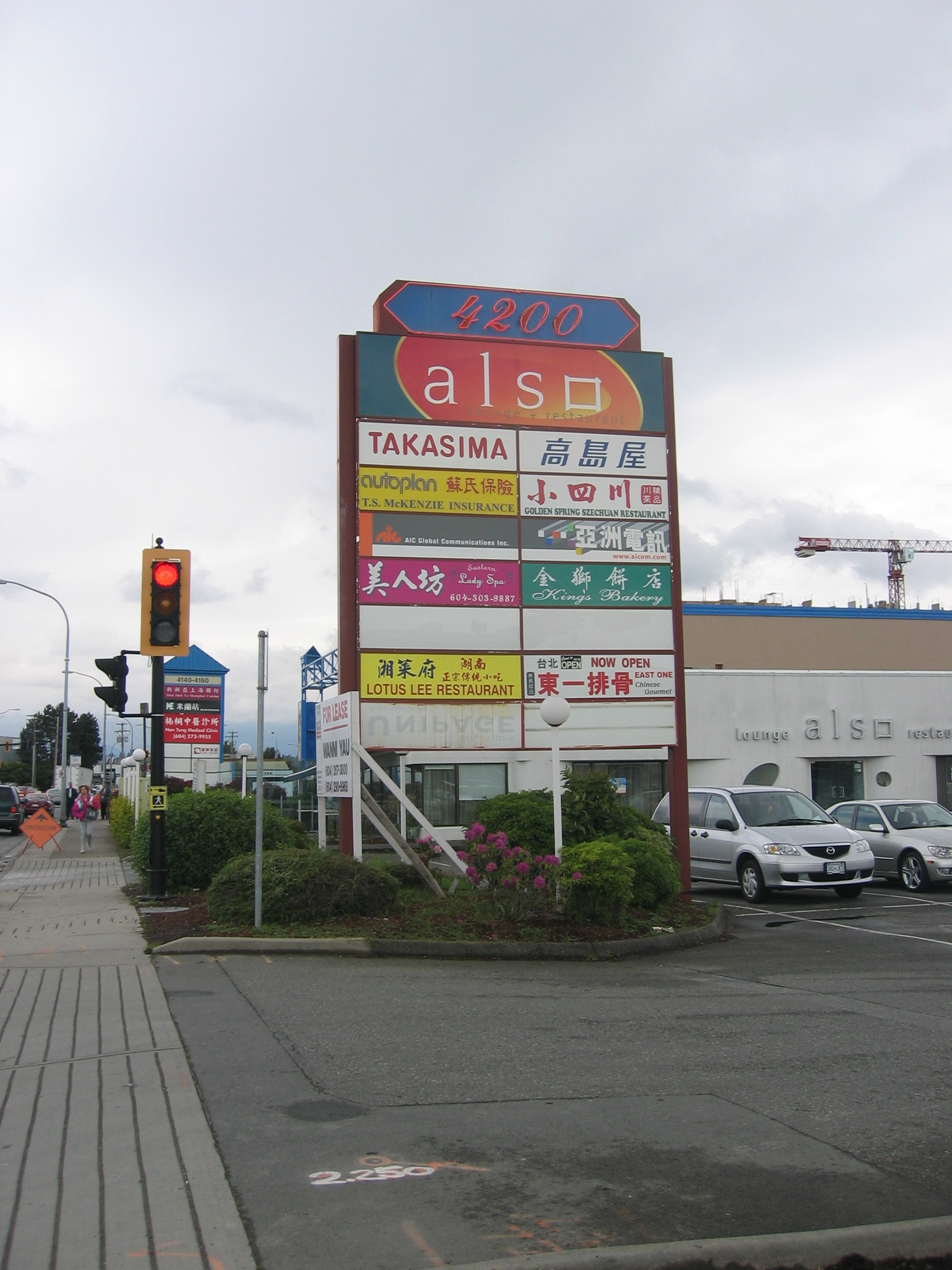
列治文黃金村的亞裔商戶

根据2016年加拿大统计局人口普查，大温哥华地区有47.5万华裔人口，占大温地区总人口246万的19.3%。由於華裔人口眾多，溫哥華獲得了“最有亞洲風情城市”的稱號。位於大溫哥華地區的列治文在2013年的華人人數已經比加拿大高加索人人數多，且被描述為“北美最具中國風情的城市”。

### 區域分佈
1980年代之前，大溫地區絕大部分華人皆居於溫哥華市境之內。當時華人主要聚居於溫市東端，尤其是華埠和士達孔拿。此外，溫市東南部（包括域多利-菲沙圍）約有40％居民是華人，而南溫哥華的加蘭護街夾49街一帶也有華人聚居。到1990年代中期，華人則逐漸遷至嘉利士杜和桑拿斯等傳統豪宅區，並在當地興建大型現代風格住宅，取代20世紀初落成的新都鐸式和其他風格房屋。時至今日，溫哥華市內各區都有華人分佈。
溫市以南的列治文於1981年只有少量華人，當時列治文多數普查地段華人只佔居民總數少於5%，更沒有一個普查地段的華人佔居民總數多於10%。到了1986年，列治文華人數目已增至八千人，佔當地居民總數8.3%，並佔大溫華人9%。到1991年，列治文華人佔總人口16.4%。現時列治文黃金村居民約有80%為華人；該區沿三號路發展，並有大量華人商戶。

## 祖籍來源
1964年，大溫哥華地區有16,700名華人，大部分為四邑廣府人，客家人約佔50人，中國北方人約佔50至60人。1992年，大溫哥華地區為繼舊金山之後，北美第二多華裔分佈的地區。至2009年，約有30％的大溫哥華居民有部分或更多的華人血統，祖先為純華人血統的最常見。在2012年中國內地已經超越香港成為最多華人的來源地，第二多的來源地則是臺灣。不列顛哥倫比亞大學Dan Hiebert 在2013年研究預測，到2031年時，溫哥華的華人人口將達到80.9萬人。

## 語言
粵語為大溫哥華華人的主要使用的漢語。粵語擴及到華人社區的廣播和電視節目製作中使用的廣告。截至1964年，華裔客家人都會使用客家話和廣東話。截至1970年，大溫哥華使用客家話人數少於100人。到2003年，由於來自中國內地非粵語區的移民人數增加，官话在媒體上開始出現。到2012年，官話在大溫哥華已經超過了廣東話。列治文常見的漢語有官話和廣州話。

## 大温华人分布情况

### 2016年人口普查数据
| 序号 | 城市      | 总人口（2016年） | 华裔人口（2016年） | 华裔比例（2016年） |
| ---- | --------- | ---------------- | ------------------ | ------------------ |
| 1    | 列治文    | 198,309          | 104,185            | 52.5%              |
| *    | 大温A选区 | 16,133           | 5,995              | 37.2%              |
| 2    | 本拿比    | 232,755          | 78,025             | 33.5%              |
| 3    | 温哥华市  | 631,486          | 167,180            | 26.5%              |
| 4    | 高贵林    | 139,284          | 28,935             | 20.8%              |
| 5    | 西温哥华  | 42,473           | 7,680              | 18.1%              |
| 6    | 安莫尔    | 2,210            | 250                | 11.2%              |
| 7    | 高贵林港  | 58,612           | 6,430              | 11.0%              |
| 8    | 满地宝    | 33,551           | 3,430              | 10.2%              |
| 9    | 新西敏市  | 70,996           | 7,020              | 9.9%               |
| 10   | 素里      | 517,887          | 39,890             | 7.7%               |
| 11   | 三角洲    | 102,238          | 7,685              | 7.5%               |
| 12   | 贝卡拉    | 643              | 45                 | 7.0%               |
| 13   | 北温区    | 85,935           | 5,820              | 6.8%               |
| 14   | 白石      | 19,952           | 1,190              | 6.0%               |
| 15   | 北温市    | 52,898           | 2,290              | 4.3%               |
| 16   | 兰里区    | 117,285          | 4,810              | 4.1%               |
| 17   | 匹特草原  | 18,573           | 575                | 3.1%               |
| 18   | 枫树岭    | 82,256           | 2,340              | 2.8%               |
| 19   | 狮子湾    | 1,334            | 35                 | 2.6%               |
| 20   | 兰里市    | 25,888           | 450                | 1.7%               |
| 21   | 宝云岛    | 3,680            | 25                 | 0.7%               |

- 大温A选区不设民选行政机构。人口主要集中在卑诗大学。

### 2011年人口普查数据
| 序号 | 城市     | 总人口（2011年） | 华裔人口（2011年） | 华裔比例（2011年） |
| ---- | -------- | ---------------- | ------------------ | ------------------ |
| 1    | 列治文   | 189,305          | 91,890             | 49%                |
| 2    | 本拿比   | 220,255          | 73,645             | 33%                |
| 3    | 温哥华市 | 590,210          | 163,230            | 28%                |
| 4    | 高贵林   | 125,015          | 23,750             | 19%                |
| 5    | 西温哥华 | 42,040           | 4,970              | 12%                |
| 6    | 满地宝   | 32,975           | 2,900              | 8.8%               |
| 6    | 高贵林港 | 55,958           | 4,835              | 8.6%               |
| 7    | 新西敏市 | 65,090           | 5,500              | 8.4%               |
| 8    | 北温区   | 83,555           | 5,270              | 6.3%               |
| 9    | 素里     | 463,340          | 28,480             | 6.1%               |
| 10   | 三角洲   | 99,863           | 5,690              | 5.7%               |
| 11   | 兰里区   | 103,140          | 3,055              | 3.0%               |
| 12   | 枫树岭   | 75,140           | 2,050              | 2.7%               |

## 名人

### 华裔联邦国会议员
- 郑天华，保守党温哥华中选区国会议员（1957年），加拿大首位华裔国会议员。
- 李僑棟，自由党温哥华东选区国会议员（1974年至1979年）。
- 陈卓愉，自由党列治文选区国会议员（1993年至2000年），加拿大首位华裔内阁部长。
- 梁陈明任，自由党温哥华京士威选区国会议员（1997年至2004年），加拿大首位华裔女性国会议员。
- 黄陈小萍，保守党列治文中选区国会议员（2008年至2021年）。
- 杨萧慧仪，保守党温哥华南选区国会议员（2011年至2015年）。
- 关慧贞，新民主党温哥华东选区国会议员（2015年至今）。
- 赵锦荣，保守党史提夫斯顿—列治文东选区国会议员（2019年至2021年）。

### 华裔省议员
- 关慧贞，新民主党，溫哥華快樂山選區卑诗省议员（1996年至2015年），卑詩省首位华裔内阁廳长，並與維多利亞的張杏芳共同成為該省首兩名華裔省議員。
- 黃耀華，自由党，溫哥華堅盛頓選區卑诗省议员（2001年至2005年）。
- 李灿明，自由党，本拿比北选区卑诗省议员（2001年至2017年）。
- 叶志明，自由党，列治文史提夫斯頓選區卑诗省议员（2005年至2020年）。
- 李德明，自由党，楓樹嶺—匹特草原选区卑诗省议员（2013年至2017年）。
- 屈洁冰，自由党/聯合黨/保守黨，列治文北中选区/列治文橋港选区卑诗省议员（2013年至今）。
- 陈苇蓁，新民主党，本拿比洛歇選區卑诗省议员（2017年至2024年）。
- 康安礼，新民主党，本拿比鹿湖选区卑诗省议员（2017年至今）。
- 李耀华，自由党/聯合黨，温哥华兰加拉选区卑诗省议员（2017年至今）。
- 马博文，新民主党，北温兰斯代尔选区卑诗省议员（2017年至今）。
- 周烱华，新民主党，温哥华菲沙景选区卑诗省议员（2017年至今）。
- 姚君憲，新民主党，列治文南中選區卑诗省议员（2020年至2024年）。
- 陳瀚生，保守黨，列治文中選區卑诗省议员（2024年至今）。
- 楊子亮，新民主党，溫哥華耶魯鎮選區卑诗省议员（2024年至今）。

### 华裔市長及市议员
- 余宏榮，温哥华市议员（1982年至1986年），該市首位華裔市議員。
- 陈志动，温哥华市议员（1990年至1993年）。
- 葉吳美琪，温哥华市议员（1993年至1996年）。
- 雷健华，温哥华市议员（2002年至2018年）。
- 黎拔佳，温哥华市议员（2005年至2008年）。
- 周烱华，温哥华市议员（2005年至2011年）。
- 郑文宇，温哥华市议员（2008年至2018年）。
- 沈观健，温哥华市长（2022年至今），該市首位华裔市长。
- 周楠，温哥华市议员（2022年至今）。
- 张境，本拿比市议员（2008年至2014年）。
- 王白进，本拿比市议员（2014年至今）。
- 李灿明，本拿比市议员（2022年至今）。
- 区泽光，列治文市议员（2011年至今）。
- 盧仙泳，列治文市议员（2014年至今）。
- 李德明，匹特草原市议员（2005年至2014年）。

### 公职人员
- 林思齐，加拿大商人及慈善家，1988年至1995年间出任卑诗省省督，是加拿大史上首位华裔省督，以及第二位非高加索人省督。
- 朱小荪，温哥华市警察局（2007年至2015年），加拿大史上首位华裔警察局长。
- 吳潤明，列治文皇家骑警局长（2017年至2022年）。

### 政党领袖
- 李僑棟，卑诗自由党党魁（1984年至1987年），卑诗省首位华裔政黨黨魁。

### 僑團及社區領袖
- 溫金有（1861年-1955年），已知首名在當今加拿大境內出生的華人後裔。
- 陶黃彥斌（1945年-2005年），中僑互助會行政總裁。
- 葉吳美琪（1943年-2024年），中僑互助會創會主席。

### 商人
- 冯永发，加拿大新时代集团的创办人、主席和行政总裁。
- 傅奇，商人。
- 何定国，商人。
- 何兆丰，20世纪80年代“世界船王”之一。
- 李敬成，商人。
- 李敬天，商人。
- 叶葆定，商人。
- 袁勃，商人。

### 艺人
- 毕蕾蕾，女艺人。
- 蔡卓妍，女艺人。
- 岑丽香，女艺人。
- 陈贝儿，女艺人。
- 陈本冈，艺人。
- 陈凯琳，女艺人。
- 陈冠希，男艺人。
- 陈敏恺，男艺人。
- 陈婉衡，女艺人。
- 陈伟琪，女艺人。
- 陈滢，女演员。
- 陈佑综，男艺人。
- 狄宝娜·摩亚，女艺人。
- 狄波拉，女演员。
- 窦骁，演员。
- 何家慧，女演员。
- 何丫，女艺人。
- 黄玉莲，女艺人。
- 黄植森，男艺人。
- 克莉斯汀·克鲁克，一半华裔血统的女演员。
- 李修贤，男艺人。
- 李亚男，女演员。
- 林嘉欣，女演员。
- 廖碧儿，女演员。
- 龙剑笙，女演员。
- 刘文娟，女歌手。
- 雷安娜，女歌手。
- 卢业瑂，女艺人。
- 马国明，男演员。
- 麦美恩，女艺人。
- 倪震，男艺人，香港科幻小说家倪匡之子。
- 彭于晏，男演员。
- 邱穟恒，男艺人。
- 商皓翔，男艺人。
- 沈殿霞，女艺人。
- 恬妮，女演员。
- 王祖贤，女演员。
- 吴迪轩，男艺人。
- 吴亦凡，男艺人。
- 筱靖，女艺人。
- 谢霆锋，男艺人。
- 谢婷婷，女艺人，谢霆锋的妹妹。
- 谢贤，男艺人。
- 谢展基，艺人
- 徐伟栋，男艺人。
- 叶芳华，女演员。
- 于文文，女艺人
- 岳华，男艺人。
- 曾敏，女演员。
- 张国荣，男艺人。
- 张嘉儿，女艺人。
- 郑俊弘，男艺人。
- 郑思杰，男导演。
- 郑欣宜，女艺人。
- 郑裕玲，女艺人。
- 钟嘉欣，女艺人。
- 周慧敏，女艺人。
- 周玲宝，女艺人。
- 周美欣，女艺人。

### 其他
- 邓敏灵，作家。
- 黄文甫，新闻工作者。
- 蓝可儿，蓝可儿死亡事件当事人。
- 乐美森，政治人物。
- 林家亮，男足运动员。
- 欧阳若曦，赛车手。
- 王光玉，加拿大森林学家。
- 吴雪文，新闻从业者。
- 徐鸣，画家。
- 姚永安，政治人物。
- 亦舒，作家，作家倪匡的妹妹。